# Station Podensac
Station Podensac is een spoorweghalte in de Franse gemeente Podensac. Zij wordt bediend door treinen van het netwerk TER Nouvelle-Aquitaine op het traject Bordeaux -Langon.